# 高取正男
高取 正男（たかとり まさお、1926年3月16日 - 1981年1月3日）は、日本の歴史学者・民俗学者。専攻は、日本文化史・民俗学。元京都女子大学教授。

## 経歴
出生から修学期
1926年、愛知県名古屋市で生まれた。愛知県立明倫中学校（現愛知県立明和高等学校）を経て、京都大学文学部史学科に入学。1951年に卒業し、同大学大学院にて国史学を専攻して柴田實に師事した。また先輩の竹田聴洲と出会い、民俗学を志した。
大学卒業後
京都女子大学非常勤講師に就いた後、1961年に同大学助教授に就任。1966年に教授昇格。1977年より国立民族学博物館客員教授も務めた。

## 研究内容・業績
専門は民俗学で、宗教民俗学。没後には法藏館より『高取正男著作集』（全5巻）が刊行された。
河合隼雄も高取の著作を好んでいた。NHKで仏教をテーマとした番組で両者は共演する予定があり、高取の明恵『夢記』を読み、仏教を関心に持つようになったという。高取の没後、河合は『明恵 夢を生きる』（京都松柏社）を著している。

## 著書

### 単著
- 『民俗のこころ』朝日新聞社、1972年／ちくま学芸文庫[2]、2023年
- 『仏教土着：その歴史と民俗』日本放送出版協会 NHKブックス、1973年
- 『日本的思考の原型：民俗学の視角』講談社現代新書、1975年／平凡社ライブラリー [3]、1995年／ちくま学芸文庫[4]、2021年
- 『菅原道真：怨霊の神から学問・芸能の神へ(日本を創った人びと)』平凡社、1978年
- 『神道の成立』[5]平凡社選書、1979年／平凡社ライブラリー[6]、1993年
- 『民間信仰史の研究』法蔵館、1982年／新版 1999年

### 著作集
- 『高取正男著作集』全5巻(法蔵館、1982-1983年）
- 1巻『宗教民俗学』[7]／法蔵館文庫[8]、2023年
- 2巻『民俗の日本史』[9]／法蔵館文庫[10]、2024年
- 3巻『民俗のこころ』[11]
- 4巻『生活学のすすめ』[12]
- 5巻『女の歳時記』[13]

### 共著・共編著
- （竹田聴洲）『日本人の信仰』創元社、1957年
- （橋本峰雄）『宗教以前』日本放送出版協会NHKブックス、1968年／ちくま学芸文庫 [14]、2010年
- （川添登・米山俊直 共編）『生活学ことはじめ：日本文化の原像』講談社、1976年
- （赤井達郎・藤井學 共編集）『図説日本仏教史』(全3巻)法蔵館、1980-81年
- （編）『京女：そのなりわいの歴史』中公新書、1982年
- （小沢弘共編）『日本庶民生活史料集成 第30巻 諸職風俗図絵』三一書房、1982年
- （網野善彦・谷川健一・大林太良・宮田登・森浩一 共編）『日本民俗文化大系』(全14巻)小学館、1983-1987年